# Stictonectes
Stictonectes es un género de coleópteros adéfagos  perteneciente a la familia Dytiscidae. Se distribuyen por el Mediterráneo occidental y la Macaronesia.

## Especies
Se reconocen las siguientes:
- Stictonectes abellani[2] Millán, Picazo & Fery, 2013
- Stictonectes azruensis (Théry, 1933)
- Stictonectes canariensis Machado, 1987
- Stictonectes epipleuricus (Seidlitz, 1887)
- Stictonectes escheri (Aubé, 1838)
- Stictonectes formosus (Aubé, 1838)
- Stictonectes lepidus (Olivier, 1795)
- Stictonectes occidentalis Fresneda & Fery, 1990
- Stictonectes optatus (Seidlitz, 1887)
- Stictonectes rebeccae[3] Bilton, 2011
- Stictonectes rufulus (Aubé, 1838)
- Stictonectes samai Schizzerotto, 1988